# Desa Sukareja (administrativ by i Indonesien, Jawa Barat, lat -6,30, long 107,79)
Desa Sukareja är en administrativ by i Indonesien.   Den ligger i provinsen Jawa Barat, i den västra delen av landet, 100 km öster om huvudstaden Jakarta.